# Нова Пирма
Нова Пи́рма (рос. Новая Пырма, ерз. Од Пурня) — село у складі Кочкуровського району Мордовії, Росія. Входить до складу Кочкуровського сільського поселення.

## Населення
Населення — 396 осіб (2010; 461 у 2002).
Національний склад (станом на 2002 рік):
- мордва — 82 %